# Boston Harbor

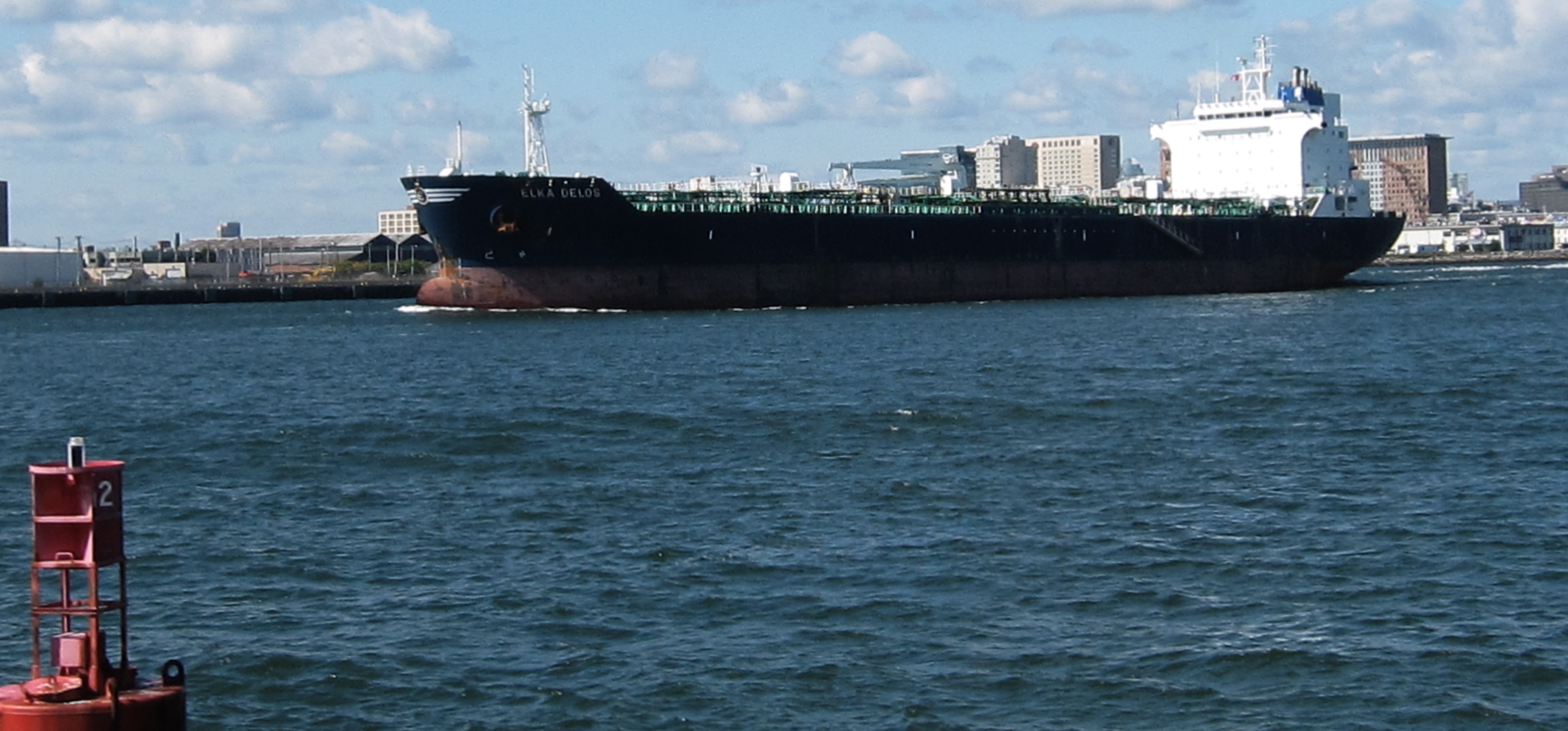
Grekiska tankern Elka Delos i hamnen 2009.

Boston Harbor är en naturlig hamn i Massachusetts Bay, i närheten av Boston, Massachusetts, USA.

## Historik

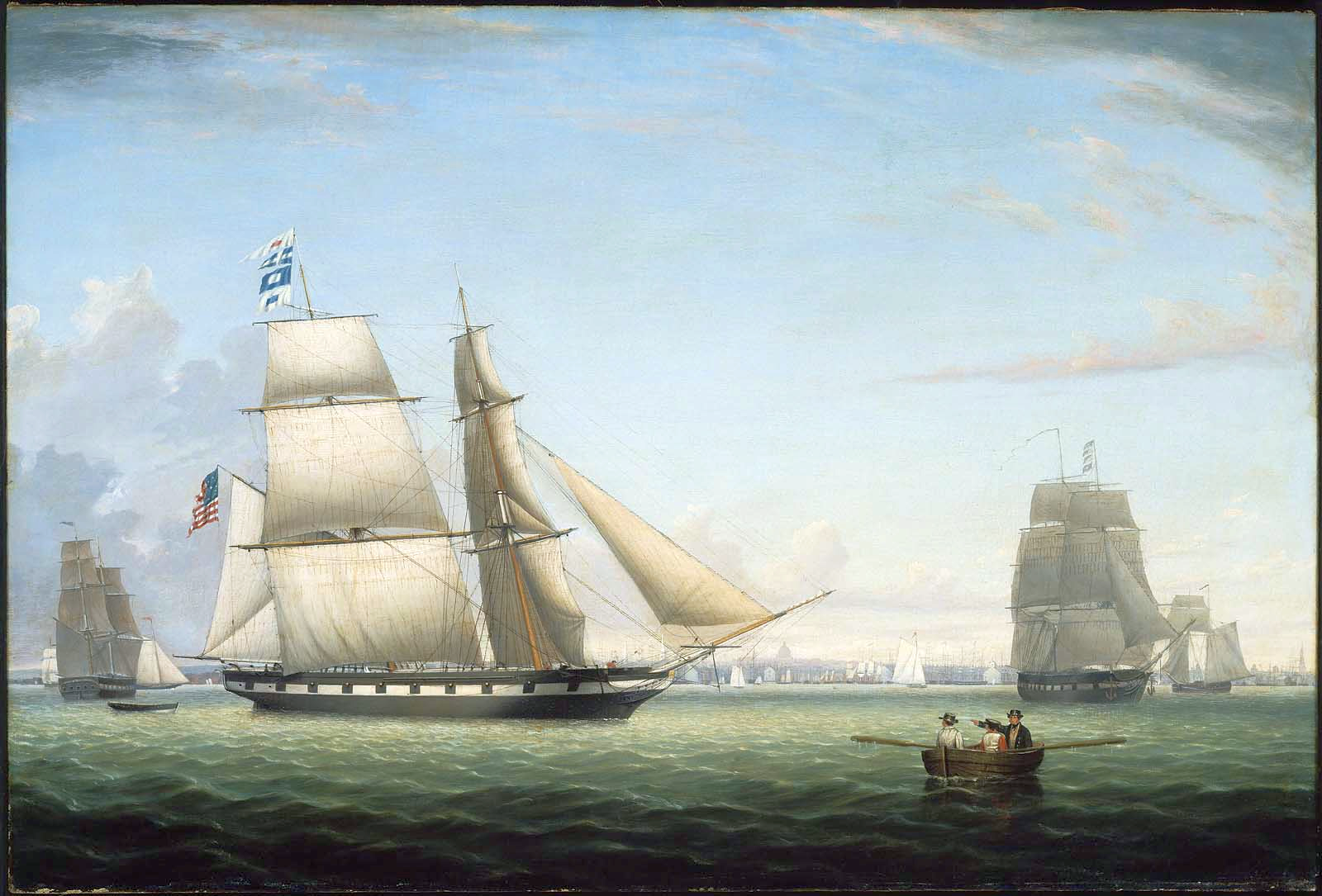
Briggen "Antelope" i Boston Harbor, målning av Fitz Henry Lane, 1863 (Museum of Fine Arts, Boston)

Ända sedan området upptäckts av John Smith 1614, har Boston Harbor varit en viktig hamn i USA:s historia. Det beror inte minst på att det var här som Tebjudningen i Boston ägde rum.

## Fyrar
- Boston Light
- Deer Island Light
- Egg Rock Light
- Long Island Head Light
- Lovells Island Range Lights
- Nixes Mate
- Spectacle Island Range Lights
- The Graves Light